# Módulo Principal da Mir

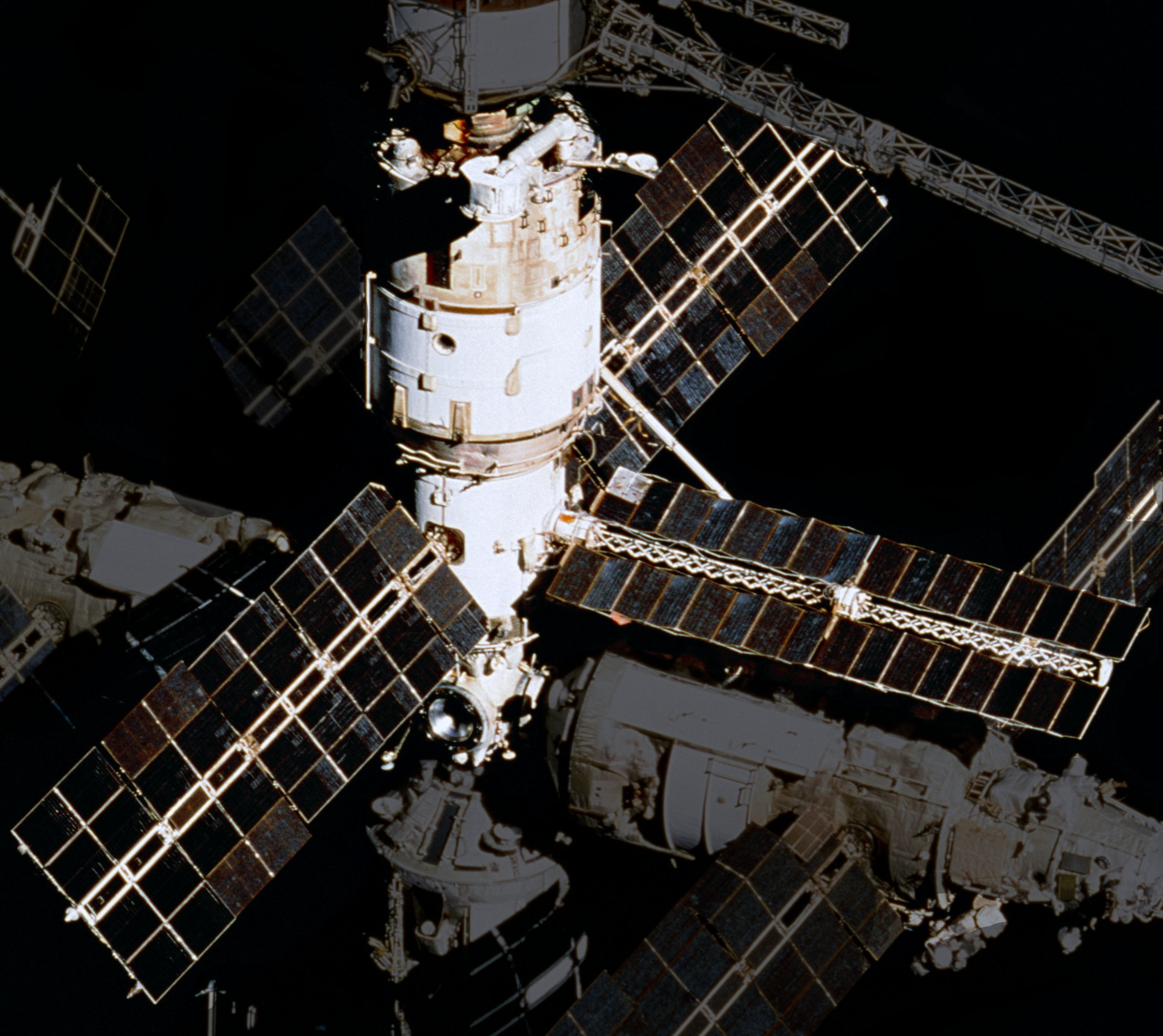
DOS-7 visto do ônibus espacial durante o STS-71 em 1995.

Diagrama mostrando a configuração orbital do DOS-7 em 1986.

Mir ( em russo:  Мир lit: Paz ) ou DOS-7, foi o primeiro módulo do complexo da estação espacial Soviética/Russa Mir, em órbita baixa da Terra de 1986 a 2001.  Geralmente chamado de módulo principal ou bloco base, o módulo foi lançado em 20 de fevereiro de 1986 em um foguete Proton-K da LC-200/39 no Cosmódromo de Baikonur.  A espaçonave era geralmente similar em design às duas estações orbitais soviéticas anteriores, Salyut 6 e Salyut 7, porém possuía uma adição revolucionária na forma de um módulo de acoplamento múltiplo na extremidade dianteira.  Isto, além do porto de atracação na parte traseira da espaçonave, permitindo cinco módulos adicionais (Kvant-1 (1987) , Kvant-2 (1989) , Kristall (1990) , Spektr (1995) e Priroda (1996)) serem acoplados diretamente ao DOS-7, expandindo enormemente as capacidades da estação.
Projetado como um módulo de 'habitat' ou de 'moradia', o DOS-7 possuía menos aparelhos científicos do que seus predecessores (a grande câmera de imagem que obstruía parcialmente as áreas de moradia das estações anteriores), proporcionando às tripulações uma área de vivência confortável na estação. Outras mudanças feitas no DOS-7 com relação aos seus antecessores incluíam painéis solares maiores e um novo sistema de energia, maior automação e um novo sistema de acoplamento, Kurs, além do antigo sistema Igla.  A espaçonave também tinha uma pequena cabine de lixo e ciência, e um casco de alumínio (cerca de 1 a 5   mm de espessura) com várias janelas com escotilhas para visualização do exterior.  No interior, a espaçonave exibia cores de dois tons, iluminação fluorescente e um vaso sanitário.  O módulo foi lançado sem tripulação e inicialmente tripulado pelos dois membros do EO-1, lançado a bordo do Soyuz T-15 em 13 de março de 1986.  Após 52 dias, eles deixaram a Mir e visitaram a Salyut 7 por 51 dias, depois retornaram à Mir por mais 21 dias, antes de retornarem à Terra em 16 de julho de 1986.  Esta é a única ocasião na história em que uma tripulação foi transferida entre duas estações espaciais diferentes.

## Descrição
O projeto do Módulo Principal da Mir (DOS-7) foi baseado nas antigas estações espaciais Salyut 6 e Salyut 7 baseadas no projeto DOS.  No entanto, haviam muitas diferenças importantes que incluíam melhores computadores e painéis solares.  Ele foi projetado para acomodar confortavelmente dois cosmonautas, cada um com sua própria cabine.  O módulo principal também tinha seis portas de ancoragem.  Quatro deles, que estavam localizados radialmente no na estrutura esférica na frente do módulo, foram chamados de portas de "atracação" projetadas para expansões de estações.  Os outros dois portos foram localizados lateralmente, um localizado no nó e outro localizado na parte traseira do módulo, foram projetados para os encaixes de rotina das naves Soyuz (tripulada) e da Progress (carga).  O módulo da Mir tinha dois motores, localizados na popa, projetados para manobras orbitais. Cada motor era capaz de um empuxo de 300 kg, embora esses motores não pudessem ser usados depois de abril de 1987 com a chegada do módulo Kvant-1 no porto posterior da estação.

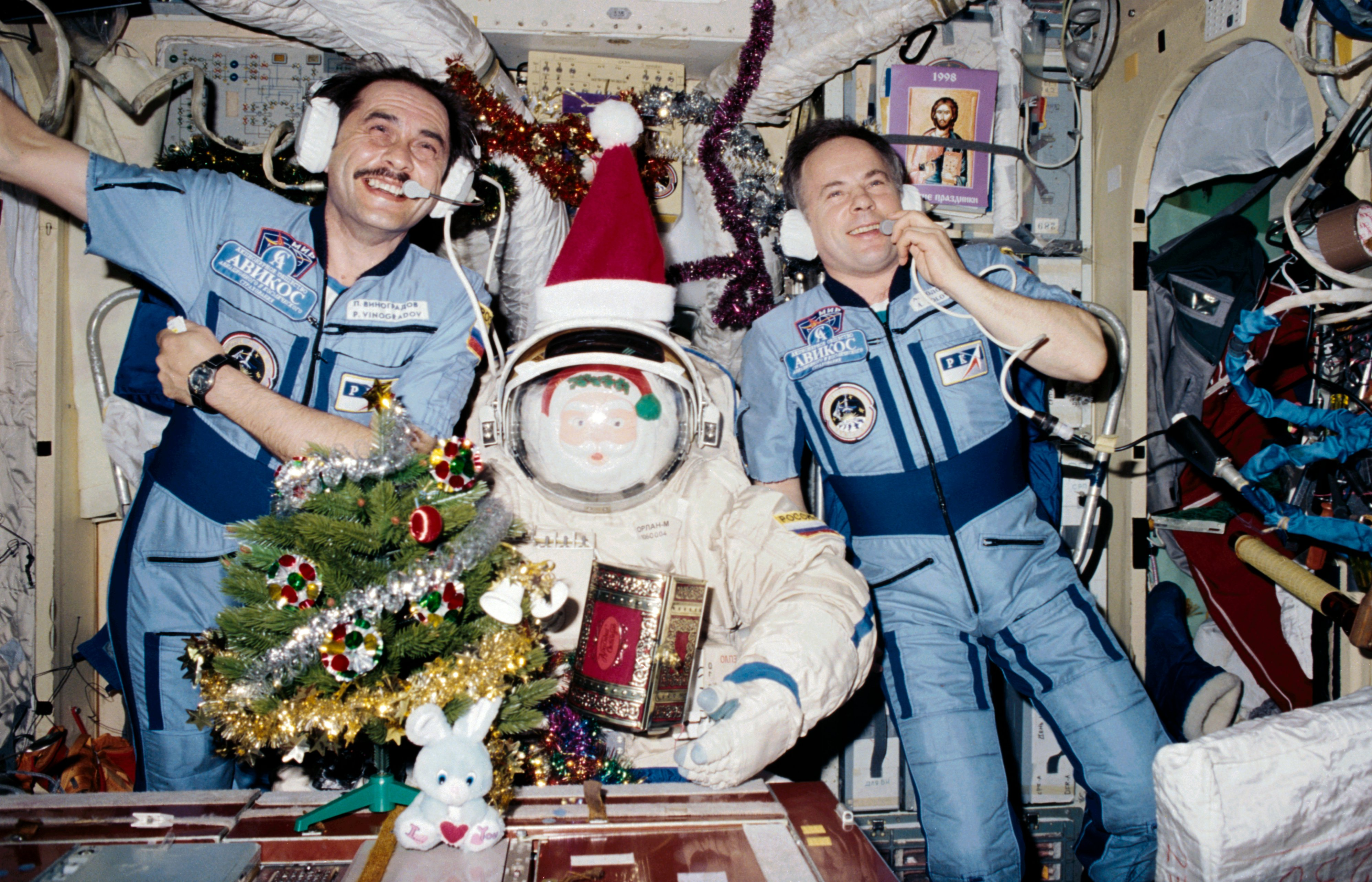
Natal no Módulo Principal da Mir (DOS-7)

O principal objetivo do Módulo Principal durante toda a vida da estação foi ser uma área de estar.  Ele foi equipado com um lavatório, duas cabines para dormir e privacidade, entretenimento, incluindo filmes e música, equipamentos de ginástica e equipamentos médicos.  O núcleo também incluiu um centro de comando com telas de televisão para comunicação com o TsUP (o centro de comando da estação).
Em junho de 1987, um terceiro painel solar foi entregue dentro do Kvant-1 e depois implantado no módulo principal.  Isso aumentou a área do painel solar do módulo de 76 m2 para 98 m2.
Em um ponto planejou-se que o Buran visitaria a estação por volta de 1992 e trocaria o módulo principal existente por um novo.  Um braço de apoio transferiria os módulos conectados para o novo núcleo e, em seguida, levaria o módulo de núcleo original de volta à Terra  em segurança dentro da baía do Buran.
O módulo entrou novamente na atmosfera da Terra junto com o resto da Estação Espacial Mir quando a estação foi intencionalmente desorbitada em março de 2001.  Quaisquer fragmentos restantes afundaram no Oceano Pacífico Sul.

## Especificações

Vista lateral em corte

- Tipo DOS ( Dolgovremennaya Orbitalnaya Stanziya )
- Comprimento: 13,13 m
- Diâmetro: 4,15 m
- Envergadura: 20,73 m (com painéis solares)
- Volume habitável: 90 m 3
- Massa no lançamento: 20.400   kg
- Portos principais: 6
- Potência: até 9-10 kilowatts a 28,6 volts 
  - Dois painéis com 76 m 2 (expandidos para 98 m 2 em 1987 com um terceiro painél)
  - Células solares baseadas em GaAs
- Motores principais: 2 movidos a propelente líquido com 300 kg de empuxo cada (não utilizados após 1987)
- Computadores principais: Argônio 16B (1986), Salyut 5B (1989)

## Diagrama de corte rotulado

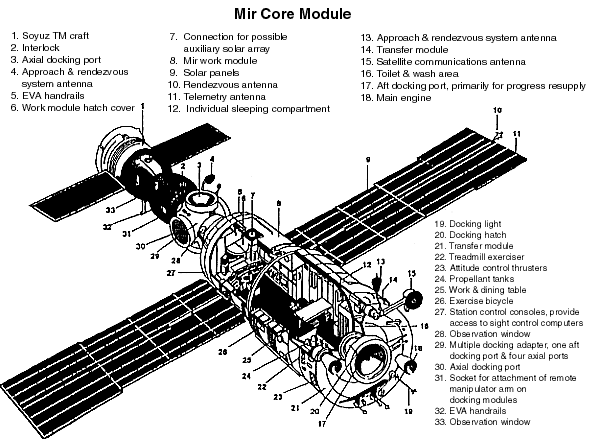
Vista em corte do módulo principal da Mir ancorado a uma nave espacial Soyuz

## Interior
|  |  |  |